# Jenisejsk
Jenisejsk (Jenisiejsk, ros. Енисейск) – miasto w Rosji, w Kraju Krasnojarskim, przystań nad Jenisejem. Około 20,4 tys. mieszkańców.
Założony w 1619 roku jako jedno z najstarszych rosyjskich miast na Syberii. Prawa miejskie otrzymał w 1676 r.

## Polacy w Jenisejsku
Jenisejsk był jednym z miejsc zsyłek Polaków na Syberię. Po odzyskaniu wolności po zesłaniu na Syberię w 1622 naczelnikiem Jenisejska, trzy lata po założeniu osady, został polski szlachcic Paweł Chmielewski. W mieście jako setnik kozacki służył Nicefor Czernichowski.
W XIX w. zamieszkiwali tu m.in. powstaniec Karol Chełmiński i inżynier Tadeusz Balicki.
W Jenisejsku urodzili się:
- 1863, Bronislaw Onuf-Onufrowicz – amerykański lekarz polskiego pochodzenia
- 1899, Irena Krzywicka – feministka i pisarka
- 1955, Tadeusz Słobodzianek – reżyser i krytyk teatralny